# Qubad Talabani
Qubad Talabani, né le 21 juillet 1977, est un homme politique irakien d'origine kurde. Représentant du Kurdistan irakien aux États-Unis de 2006 à 2012, il est vice-Premier ministre du gouvernement régional du Kurdistan depuis 2014. Il est le fils de l'ancien président irakien Jalal Talabani.

## Biographie

### Jeunesse
Talabani est né en 1977 et a grandi dans le Surrey, au Royaume-Uni, avec ses grands-parents maternels, Ibrahim Ahmed, romancier, poète et fondateur du mouvement intellectuel moderne Kurde et Galawejh Ahmed (également romancier). Sa famille est impliquée dans la politique kurde depuis des décennies. Son père, Jalal Talabani, a été président de la république d'Iraq de 2006 à 2014. 
Après avoir obtenu son diplôme d'études secondaires, il a obtenu un diplôme en génie automobile au Carshalton College, puis un diplôme en génie mécanique à l'université Kingston à Londres.

### Carrière politique
De 2001 à 2003, il a travaillé comme assistant spécial de Barham Salih, à l'époque le représentant de l'Union patriotique du Kurdistan (l'un des principaux partis politiques kurdes d'Irak) à Washington DC, puis le représentant adjoint de l'UPK. En 2003, il est retourné au Kurdistan pour un an et a occupé le poste d'officier supérieur des relations étrangères de l'UPK auprès des forces de la coalition et de l'autorité provisoire de la coalition. Il a également agi comme officier de liaison entre l'UPK et les forces militaires américaines en Irak. Il a été l'un des principaux négociateurs de la rédaction de la loi administrative transitoire (TAL), la première constitution irakienne depuis le renversement de Saddam Hussein. 
En avril 2004, Qubad est retourné aux États-Unis et a été affecté comme représentant de l'UPK et du Kurdistan. 
En 2006, avec l'unification des deux administrations au Kurdistan et à la suite de la formation de l' Alliance patriotique démocratique du Kurdistan et de la création de l'Assemblée nationale kurde Qubad a été nommé premier représentant de la région du Kurdistan, poste qu'il a tenu jusqu'en 2012 En 2014, il a été nommé vice-Premier ministre du gouvernement de la région du Kurdistan et a été impliqué dans la mise en œuvre du système d'enregistrement biométrique des fonctionnaires. 
Il a prêté serment pour la première fois en tant que vice-Premier ministre du Cabinet de l'ARK en juin 2014, où il a pris ses fonctions. Ne recevant aucun transfert budgétaire du gouvernement irakien (GoI), couplée à une baisse rapide des prix du pétrole, la région du Kurdistan était en pleine crise financière grave. De plus, l'État islamique déchaînait son chemin à travers l'Irak, revendiquant un territoire et s'établissant comme l'une des organisations terroristes les plus brutales de l'histoire, entraînant une crise humanitaire majeure qui a contraint 1,8 million de personnes à fuir la guerre et la violence et à chercher refuge dans la région du Kurdistan. Au cours de cette période, l'ARK a supervisé avec succès un ensemble de réformes. 
Une partie importante du plan de réforme économique de l'ARK comprenait l'amélioration de la surveillance des dépenses publiques. À cette fin, Talabani a supervisé avec succès la conception et la mise en œuvre du programme d'enregistrement biométrique de son gouvernement. 
Au cours du septième cabinet de l'ARK, Talabani a créé et dirigé le Département de la coordination et du suivi pour faciliter la coordination interministérielle. Il a dirigé cette agence de l'ARK au nom du Premier ministre pendant deux ans. 
Lors des élections législatives de la région du Kurdistan en 2018 il a été élu au Parlement mais il n'a pas pris ses fonctions. 
Qubad Talabani apparaît fréquemment sur les principaux réseaux de télévision et dans la presse où il discute des questions irakiennes et du Kurdistan. 

### OpérationLiberté de l'Irak
À la suite de l'opération Liberté de l'Irak au printemps 2003, Qubad Talabani fut nommé Haut-responsable des relations extérieures de l'Union patriotique du Kurdistan (UPK), basé principalement à Bagdad et Souleimaniye. Au cours de ce mandat, il travailla en étroite collaboration avec le Bureau de la reconstruction et de l'assistance humanitaire de la Coalition dirigée par les États-Unis (Coalition Office of Reconstruction and Humanitarian Assistance), assurant la liaison entre l'UPK, l'Autorité provisoire de la Coalition et les forces américaines en Irak. Qubad Talabani joua également un rôle clé dans la rédaction de la Loi d'administration transitoire (Transitional Administrative Law), précurseur de la Constitution irakienne en vigueur aujourd'hui.

### Représentant du GRK à Washington
Avant de prendre ses fonctions à Erbil, Qubad Talabani avait servi dans le bureau de la représentation du GRK à Washington à partir de 2000. Il fut notamment nommé représentant officiel du GRK en 2006, une position qu'il exerça jusqu'à son départ des États-Unis en 2012.
Avec Qubad Talabani à sa tête, le bureau de représentation du GRK fut reconnu par beaucoup comme l'ambassade de facto du Kurdistan à Washington.
La représentation du GRK aux États-Unis réussit à approfondir les relations entre le Kurdistan et les diverses branches du gouvernement américain. En plus d'entretenir d'excellentes relations avec le pouvoir exécutif, Qubad Talabani lança le caucus kurde du Congrès américain, un comité bipartisan qui, en 2011, recueillit le soutien de 52 membres du Congrès. Le caucus, créé le 23 mai 2008, symbolise jusqu'à aujourd'hui l'amitié et la coopération entre les États-Unis et le peuple kurde irakien.
Au cours de son mandat de représentant du GRK à Washington, Qubad Talabani participa également à la création du Conseil de commerce américano-kurde (US-Kurdistan Business Council – ou USKBC). L'USKBC a pour mandat de faciliter l'implantation des entreprises américaines dans la région du Kurdistan, et à renforcer les liens existants entre le secteur privé américain et la région. L'USKBC travaille également en étroite collaboration avec le GRK pour veiller à ce que les investissements étrangers bénéficient le Kurdistan et soient conçus de manière à optimiser les énormes opportunités économiques que la région présente.  
Qubad Talabani soutint également les activités communautaires kurdes aux États-Unis et engagea les américains kurdes dans la politique étrangère américaine. Ces efforts inclurent la mobilisation de la communauté kurde aux États-Unis et du caucus kurde du Congrès américain et aboutirent à l'adoption d'une résolution par la Chambre des représentants appelant le Département d'État à ouvrir un consulat américain au Kurdistan irakien.

### Vie privée
Talabani est le fils de Jalal Talabani et du héros Ibrahim Ahmed et le frère cadet de la figure politique de l'UPK Bafel Talabani. Il vit à Erbil avec sa femme Sherri Kraham, qu'il a épousée au Château du Palagio en Italie en 2005, et leurs deux enfants, Ari et Lara.